# Reinhard Scheer
Reinhard Scheer (ur. 30 września 1863 w Obernkirchen, zm. 26 listopada 1928 w Marktredwitz) – wiceadmirał niemieckiej marynarki wojennej. Dowodził Cesarską Marynarką – Flotą Pełnomorską podczas bitwy jutlandzkiej, jednej z największych bitew morskich w historii. 

## Życiorys
Scheer zaciągnął się do marynarki w roku 1879, uzyskując stopień Kapitän zur See (komandora) w 1905, a Konteradmiral (kontradmirała) w 1910 roku. Stosując ścisłą dyscyplinę, Scheer był znany w kręgach marynarskich jako „człowiek w żelaznej masce” w związku z jego stałym, poważnym wyrazem twarzy. 
Scheer został dowódcą floty pełnomorskiej w styczniu 1916. 31 maja i 1 czerwca poprowadził flotę w bitwie jutlandzkiej. Pomimo że nie pokonał brytyjskiej Royal Navy, przeważającej nad jego siłami, udało mu się uniknąć utraty własnej floty, a jego okrętom udało się nawet wyrządzić Brytyjczykom spore szkody. 
Niemiecki cesarz Wilhelm II proponował mu tytuł szlachecki za dowodzenie flotą podczas Bitwy w Skagerraku, ale Scheer odrzucił tę propozycję. 
Po bitwie jutlandzkiej Scheer nie uwierzył już nigdy, że można pokonać Royal Navy w otwartej bitwie nawodnej przez flotę pełnomorską, i zaczął bardzo silnie promować pomysł używania okrętów podwodnych jako broni przeciwko Anglikom.
Odszedł ze służby w 1918 w związku z buntem w Kilonii i postępującą rewolucją w Niemczech.
W roku 1899 poślubił Emillie Mohr. Została ona zamordowana 9 października 1920. 
W 1928 roku Scheer zgodził się na spotkanie z wrogiem z zeszłej wojny, którym był admirał John Jellicoe, spotkanie miało się odbyć w Anglii, ale tuż przed podróżą zmarł w Marktredwitz. Jest pochowany w Weimarze.

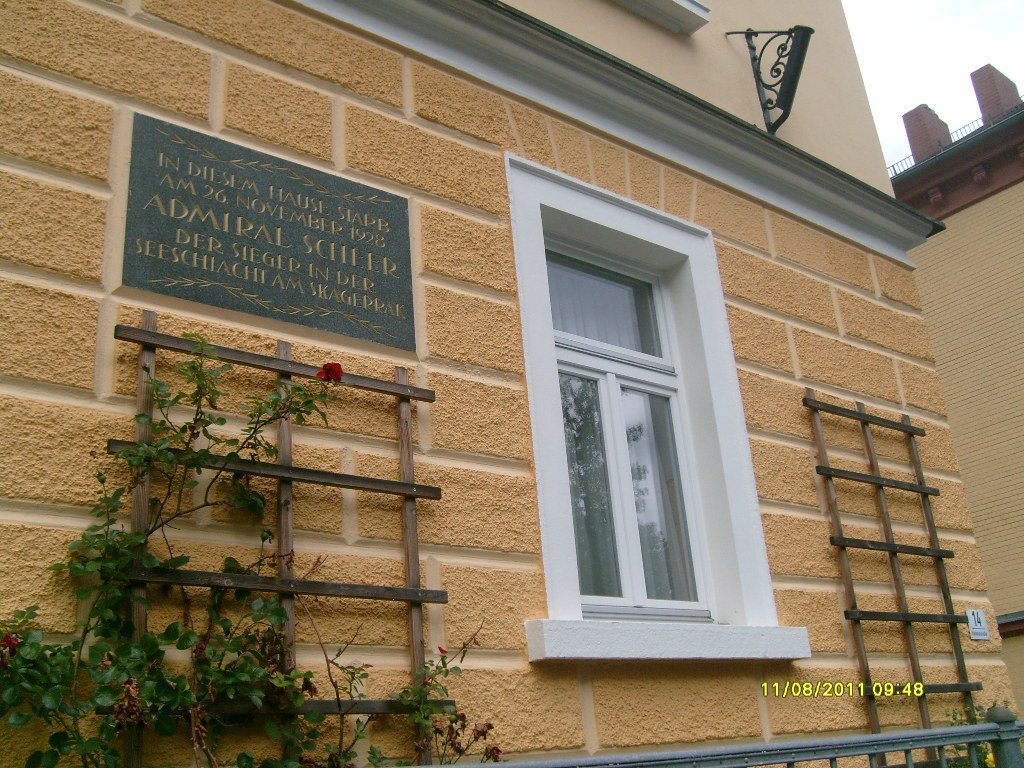
Dom w Marktredwitz przy Bahnhofstrasse 14, w którym zmarł admirał Scheer

## Awanse
| Ranga                | Data awansu   |
| Kadett               | Kwiecień 1879 |
| Seekadett            | Czerwiec 1880 |
| Leutnant zur See     | Listopad 1882 |
| Oberleutnant zur See | Grudzień 1885 |
| Kapitänleutnant.     | Kwiecień 1893 |
| Korvettenkapitän     | Kwiecień 1900 |
| Fregattenkapitän     | Styczeń 1904  |
| Kapitän zur See      | Marzec 1905   |
| Konteradmiral        | Styczeń 1910  |
| Vizeadmiral          | Grudzień 1913 |
| Admiral              | Czerwiec 1916 |
| Odszedł na emeryturę | Grudzień 1918 |

## Odznaczenia
- Order Orła Czerwonego I klasy z liśćmi dębu i mieczami
- Order Pour le Mérite z liśćmi dębu
- Order Orła Czerwonego z liśćmi dębu, koroną, gwiazdą i mieczami
- Order Królewski Korony II klasy z gwiazdą i mieczami na pierścieniu
- Order Królewski Korony IV klasy z mieczami
- Kawaler Orderu Hohenzollernów
- Krzyż Żelazny I klasy
- Odznaka za Służbę Wojskową
- Kawaler I klasy Orderu Alberta Niedźwiedzia (Anhalt)
- Krzyż Wielki Orderu Maksymiliana Józefa (Bawaria)
- Krzyż Wielki II klasy Orderu Zasługi Wojskowej z mieczami i koroną (Bawaria)
- Wielki Komandor Orderu Gryfa (Meklemburgia)
- Krzyż Hanzeatycki (Brema)
- Krzyż Hanzeatycki (Hamburg)
- Krzyż Wielki Orderu Domowego i Zasługi Księcia Piotra Fryderyka Ludwika (Oldenburg)
- Krzyż Fryderyka Augusta I klasy (Oldenburg)
- Komandor I klasy Order Alberta (Saksonia)
- Złote Promienie ze Wstęgą Orderu Wschodzącego Słońca (Japonia)
- Wielki Oficer Orderu Świętych Maurycego i Łazarza (Królestwo Włoch)
- Kawaler Orderu Korony Żelaznej III klasy (Austro-Węgry)
- Krzyż Wielki Orderu Franciszka Józefa (Austro-Węgry)
- Order Świętego Stanisława II klasy z gwiazdą (Imperium Rosyjskie)